# Centro del Mundo
Centro del Mundo è un album discografico del gruppo musicale Radiodervish pubblicato nel 2002.

## Il disco
Il doppio disco contiene 12 brani inediti, di cui due proposti anche in versione pop. Come per gli altri lavori del gruppo, i testi sono scritti e cantati in diverse lingue (arabo, italiano, inglese, francese, spagnolo). Tra i temi affrontati vi sono la cultura mediterranea, l'amore e la simbologia.
L'album è stato prodotto, registrato e missato da Roberto Vernetti e Mauro Andreolli ed è stato inciso nella Chiesa di San Giuseppe di Conversano.
Hanno collaborato Zohar Fresco (percussioni), Massimo Zamboni (chitarre) ed un quartetto d'archi composto da Giovanna Buccarella, Matteo Notarangelo, Ida Ninni e Rita Paglionico.
La distribuzione è affidata al giornale Il manifesto.
In allegato vi è il CD live In acustico, composto da otto brani.

## Tracce
1. Centro del Mundo
2. Erevan
3. L'esigenza
4. Acid Baby
5. Ya Le Temps
6. Junoon
7. Bombay Salam
8. Cairo Blues
9. Li Beirut
10. All My Will
11. Habibi
12. Secret Life
13. L'esigenza (Pop Version)
14. Bombay Salam (Pop Version)